# 사회민주연맹
사회민주연맹(Social Democratic Federation; SDF)은 영국 최초의 사회주의 정당이다. 1881년 6월 7일 헨리 하인드먼이 창당했다. 윌리엄 모리스, 조지 랜스버리, 제임스 코놀리, 엘리너 마르크스 등이 합류했다. 그러나 프리드리히 엥겔스는 하인드먼과 SDF에 대한 지지를 거부했다. 초기 지도자 대부분이 성인참정권동맹(MSL)에서 활동했기 때문에 사실상 MSL의 후신이다.
SDF는 지도자 하인드먼의 권위주의적 태도와 당내 좌우파의 갈등으로 인해 많은 내홍을 겪었다. 1880년대에 사회주의자동맹이 이탈하고, 1890년대에는 독립노동당이 창당되어 지지세를 빼앗기는 등 우여곡절 끝에 1900년대에 당권파와 비당권파 사이의 갈등이 폭발해서 조직이 거의 와해되었다. 이후 1911년 다른 급진좌파 단체들과 합동하여 브리튼 사회당을 창당하는 형태로 SDF는 해소되었다.